# Щеглеватых, Иван Михайлович
Иван Михайлович Щеглеватых (1907—1982) — агроном, председатель совхоза, старший лейтенант артиллерии, Герой Социалистического Труда (1948).

## Биография
Родился 8 января 1907 года в городе Одессе.
Окончил школу-семилетку и сельскохозяйственный техникум в селе Конь-Колодезь. В 1931—1933 гг. прошёл срочную службу в армии, окончил Читинскую школу младших лейтенантов и после увольнения в долгосрочный отпуск трудился в сельском хозяйстве.
В годы Великой Отечественной войны командовал огневым взводом и батареей в составе 130-го гвардейского артиллерийского полка 58-й гвардейской стрелковой дивизии. Воевал с февраля 1943 года по май 1945 года на Юго-Западном, 1-м, 2-м и 3-м Украинских фронтах. В ноябре 1945 года старший лейтенант И. М. Щеглеватых уволен в запас армии.
В 1946 году поступил работать агрономом зерносовхоза «Красный Октябрь» Алексеевского района Сталинградской области. Всего за два с небольшим года, переведённый на должность старшего агронома, поднял на высочайший уровень сельскохозяйственное предприятие, за что в 1948 году был удостоен звания Героя социалистического труда.
В начале 1950-х годов И. М. Щеглеватых назначен на должность директора совхоза Белые Пруды (Волгоградская область). Им были начаты работы по улучшению плодородия полей, повышения урожайности сельхозкультур и увеличению продукции животноводства. В совхозе работала комплексная экспедиция института почвоведения имени П. П. Докучаева Ленинградского госуниверситета, задачами которой были выработка научных рекомендаций по полеводству, лесомелиорации и водного хозяйства.
Во исполнение Сталинского плана преобразования природы по его инициативе в совхозе создана лесозащитная станция, заложен лесопитомник (Новый питомник), построен посёлок ЛЗС; начаты посадки полезащитных полос и лесовосстановительные работы в окружающем посёлок лесу. Велись работы по восстановлению водосборной и поливных систем, по капитальному ремонту плотин прудов. Активно обновлялся машинотракторный парк.
В 1954 году на совещании работников сельского хозяйства в Кремле И. М. Щеглеватых была предложена должность директора нового совхоза на целине. В Казахстан на освоение целины вместе с И. М. Щеглеватых по собственному желанию поехали около 100 семей работников совхоза. В историю совхоза «Целинный» период, когда им руководил И. М. Щеглеватых, стал годами подъёма хозяйства, высоких производственных показателей: шесть раз совхоз был участником сельскохозяйственных выставок, получил на вечное хранение Красное Знамя Совета Министров и Красное Знамя ЦК ВЛКСМ — дважды. За успехи в освоении целины И. М. Щеглеватых был награждён орденом Ленина и орденом Трудового Красного Знамени. Лишь по состоянию здоровья он ушёл с этого поста и в 1961 году уехал на родину.
По возвращении в Михайловский район, до выхода на пенсию в 1967 году, Иван Михайлович работал директором здешнего совхоза «Себряковский».
Щеглеватых Иван Михайлович был удостоен чести зажечь вечный огонь на ул. Коммуна в г. Михайловкe
(фото Щеглеватых Иван Михайлович зажигает вечный огонь)

## Награды, звания
- Орден Красной Звезды (1944) № 454421

Командир 1-го огневого взвода — старший на батарее тов. Щеглеватых упорной работой добился освоения специальности в орудийных расчётах до автоматизма. В боях за высоту 146-4 огнём своей батареи подавил огонь 3-х станковых пулемётов, и одной миномётной батареи, обеспечив продвижение нашей пехоты вперёд.
Находясь с орудием на прямой наводке в период контратаки противника на высоту при поддержке бронемашин, тов. Щеглеватых подбил две бронемашины противника и уничтожил до 30 гитлеровцев, что способствовало отражению контратаки.
Поддерживая разведывательную группу подавил огонь двух станковых пулемётов, уничтожил 105 мм батарею противника в районе Красно-Константиновка.
- Орден Красной Звезды (1944) № 816109

28.04.44 года в бою в районе села Варница Молдавская АССР отражая контратаку пр-ка уничтожил 3 пулемётных точки и до 15 солдат пр-ка. Отражая контратаку на выс. 135,0 огнём своего взвода уничтожил 4 пулемётных точки, 1 орудие и подавил огонь миномётной батарее обеспечив тем самым успешное отражение контратаки противника.
- Орден Отечественной войны I степени (1944) № 98802

Гвардии лейтенант Щеглеватых в боях по ликвидации плацдарма пр-ка на лев берегу р. Висла в районе ст Ратае 11.08.44 года огнём своей батареи подавил огонь миномётной и артиллерийской батареи пр-ка, что дало возможность нашей пехоте продвинуться вперёд.
В период яростной контратаки пр-ка 12.08.44 г. тов Щеглеватых находясь с орудием на открытой оп. держал мост под своим контролем преградая путь пр-ку для переброски резервов. Более 150 снарядов выпустил противник по орудию, но оно не прекратило огня.
Работая сам лично под ожесточённым обстрелом тов. Щеглеватых уничтожил в этом бою до 70 солдат и офицеров пр-ка, разбил две бронемашины чем способствовал отображению контратак пр-ка.

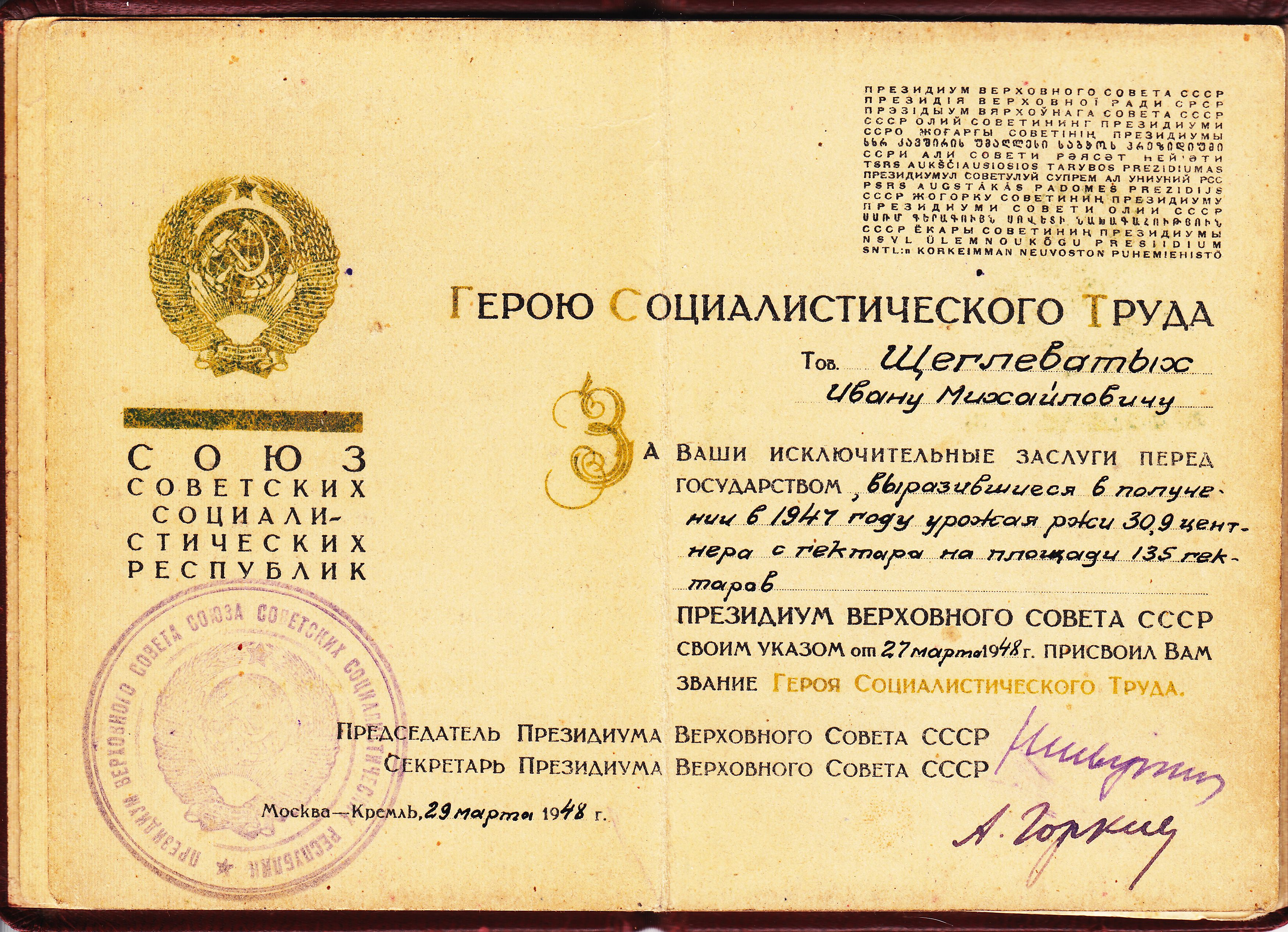
наградной лист на присвоение звания Герой Социалистического труда

- Орден Александра Невского (СССР) (1945) № 38174

16.4.45 года при прорыве обороны противника и форсировании реки Нейсе города Маскау выдвинулись вперёд боевых порядков пехоты и корректируя огонь батареи по радио уничтожил 6 пулемётных точек, 2 блиндажа, 3 орудия ПТО, 1 минбатарею. переправив свою батарею на западный берег реки вслед за первыми стрелковыми подразделениями и отражая контратаку противника прямой наводкой уничтожил 3 пулемёта и 65 солдат противника. В боях город Вайсвассер Гойероверда и при форсировании реки Шпре подавил огонь 2-х миномётных батарей, разбил 3 автомашины, бронетранспортёр, 4 дома с автоматчиками и фаустпатронщиками. Не остановочно следуя с батарей в боевых порядках пехоты обеспечил подавление огневых средств противника, способствуя беспрепятственному продвижению поддерживаемого подразделения.
- Орден Александра Невского (СССР) (1945) № 38173

В наступательных боях с 15 по 23.3.45 Щеглеватых, находясь в боевых порядках стрелкового полка, умело корректируя огонь батареи, прокладывал путь пехоте, обеспечив ей продвижение. при отражении контратаки пр-ка 23.3.45, личным примером воодушевляя подчинённых, сам встал у орудия, расстреливая в упор контратакующих немцев. За время наступательных боёв по овладению населёнными пунктами: Цюльдкоф, Гучен, Манкенсдорф, Фриаерсдорф тов Щеглеватых огнём своей батареи отразил 3 контратаки пр-ка, уничтожил: 7 пулемётов, 125 солдат и офицеров. Подавил огонь 13 пулемётных точек, 1 — артбатареи и 3 миномётных батарей. Уничтожил 1 наблюдательный пункт и 2 автомашины с боеприпасами.
- Герой Социалистического Труда, Орден Ленина (1948). № 1392, № 69737.

За Ваши исключительные заслуги перед государством, выразившиеся в получении в 1947 году урожая ржи 30,9 центнера с гектара на площади 135 гектаров.
- Орден Ленина (1961) № 299466.
- Орден Трудового Красного Знамени (1966) № 428493.
- Медаль «За освобождение Праги» (1945) А № 015857.
- Медаль «За победу над Германией в Великой Отечественной войне 1941—1945 гг.» (1945) Г № 0058152.
- Большая серебряная ВДНХ (1955) № 376.
- Большая золотая ВДНХ (1956) № 302.
- Медаль «За освоение целинных земель» (1957) Б № 189003.
- Заслуженный мастер земледелия (1961) № 2421.
- Бронзовая ВДНХ (1962) № 14652.
- Юбилейная медаль «Двадцать лет Победы в Великой Отечественной войне 1941—1945 гг.» (1965) А № 1530707.
- Медаль «В ознаменование 100-летия со дня рождения Владимира Ильича Ленина» (1970).
- Юбилейная медаль «Тридцать лет Победы в Великой Отечественной войне 1941—1945 гг.» (1976).
- Юбилейная медаль «60 лет Вооружённых Сил СССР» (1978).
- Юбилейная медаль «Тридцать лет Победы в Великой Отечественной войне 1941—1945 гг.» (1981).

фото 1944, Щеглеватых Иван Михайлович по центру, слева Абрамов Пётр Александрович
фото 1944 2-й Украинский фронт
фото 1945, Германия
фото 1947, Красный Октябрь (Алексеевский район)
фото 1981, С женой Еленой Ивановной (Лосева) и правнучкой Элеонорой Еванжелиста